# Markus Vinzent
Markus Vinzent (* 12. April 1959 in Saarbrücken) ist ein deutscher Religionshistoriker, Hochschullehrer und Schriftsteller mit den Schwerpunkten Frühchristentum, Patristik und Mittelalter, Geschichtsschreibung, Religion und Wirtschaft, Belletristik. Vinzent lehrt in der Abteilung für Theologie und Religionswissenschaft am Kings College in London und ist Mitglied des Max-Weber-Kollegs für Sozial- und Kulturwissenschaften in Erfurt.

## Leben
Er ist der Sohn des früheren Direktors der saarländischen Universitätsbibliothek Otwin Vinzent (1929–1997) und seiner Ehefrau Elisabeth Vinzent.
Zunächst studierte Vinzent von 1978 bis 1983 Philosophie, Theologie, Judaistik, Altertumswissenschaft und Archäologie an den Universitäten Eichstätt und an der Sorbonne in Paris, die er mit einem Diplom in Philosophie und Theologie abschloss. Es folgte seine Promotion von 1987 bis 1991 an der Ludwig-Maximilians-Universität München und ein Postdoc-Studium mit anschließender Habilitation von 1991 bis 2005 an der Ruprecht-Karls-Universität Heidelberg. Vinzent war ferner von 1984 bis 1991 als Pastor tätig und wirkte seit den 1990er Jahren auch als Unternehmer in der seriellen Datentechnik (IT, Internet, Personal, Energie, Abfall, Versorgung und Infrastruktur).
Als wissenschaftlicher Mitarbeiter forschte er von 1991 bis 1993 am King’s College in Cambridge. Er arbeitete dort u. a. zusammen mit Catherine Hezser, Keith Hopkins, Seth Schwartz und Wolfram Kinzig an dem Projekt zur Entstehung und Entwicklung des frühen Christentums. Sodann war er von 1993 bis 1995 wissenschaftlicher Mitarbeiter an der Berlin-Brandenburgischen Akademie der Wissenschaften. Vinzent hatte von 1996 bis 1997 eine C4-Professor (Nicht-Amtszeit) für Theologiegeschichte über die Zeit der Reformation und Moderne an der Universität Mainz inne und eine weitere C4-Professor von 1997 bis 1999 ebenfalls für Theologiegeschichte (Amtszeit) an der Universität zu Köln, dann folgte eine Vorlesungstätigkeit für ein Jahr als H.G. Wood Professor für Theologie an der Universität Birmingham. Im September 2010 wechselte er an die Fakultät für Theologie und Religionswissenschaft des King's Colleges in London. In den Jahren 2010 bis 2015 war er außerordentlicher Professor an der Korea University in Seoul. Seit 2012 ist er Mitglied am Max-Weber-Zentrum für Sozial- und Kulturwissenschaften der Universität Erfurt.
Mit anderen initiierte und verfasste er im Jahre 2003 die Birmingham-Studie mit Leitlinien zum „Trilog der Kulturen“ als Ergebnis einer von der Altana finanzierten 8-Länder-Studie zum Lehren und Lernen über Islam, Judentum und Christentum in Schulen (BMW Foundation Herbert Quandt) mit einem großen Forschungsstipendium (2000–2002). Daraus entstand eine zehnjährige Stiftungsinitiative, an der in den Jahren 2005 bis 2015 rund 200 deutsche Schulen an einem sogenannten ‚Trilogwettbewerb‘ teilnahmen. Ziel war es, auf der Grundlage der Leitlinien kreative Projekte in Schulen für ein besseres ko-kulturelles Leben zu entwickeln. Die Ergebnisse führten zu einer langen Liste von Veröffentlichungen, einem Lehrgang für Kindersendungen des Hessischen Rundfunks und in verschiedenen weiteren Medien.
Zusammen mit Professor Allen Brent leitete er das Großforschungsprojekt Early Christian Iconography and Epigraphy, ein Projekt, das von der British Academy in einem Zeitraum von 2011 bis 2012 finanziert wurde. Als leitender Ermittler leitete er das vom Arts and Humanities Research Council (AHRC) finanzierte Großforschungsprojekt Meister Eckhart und die Pariser Universität des frühen 14. Jahrhunderts  von 2013 bis 2016, nachdem er die neuen Pariser Schriften dieses berühmten mittelalterlichen Philosophen wiederentdeckt hatte. Gemeinsam mit Marie-Anne Vannier (Universität Lothringen, Metz) leitet er ein vom französischen Agence National finanziertes Großforschungsprojekt zum Thema Meister Eckhart in Frankreich und Deutschland, Vergangenheit und Gegenwart.
Markus Vinzent nahm am Max-Weber-Kolleg sein Forschungsprojekt Markions Evangelium – die Anfänge des Christentums auf. Die Forschungsgruppe um Vinzent ging dabei von der Hypothese aus, dass die vier Evangelien des Neuen Testaments seit dem Ende des zweiten Jahrhunderts n. Chr. kanonisiert und im ersten Jahrhundert verfasst worden sind. In seinem Projekt wurde dieser Konsens in Frage gestellt, zum einen, was die Datierung betrifft, und zum anderen hinsichtlich ihrer Redaktion. So sei es der Seekaufmann und Lehrer Markion von Sinope gewesen, der das erste bekannte ‚Evangelium‘ kompiliert habe. In dieser bithynisch-pontisch, römischen Provinz, war die vorherrschende Sprache das Pontische, eine griechische Sprache; ob daraus auch ableitbar ist, dass Markion Griechisch als Muttersprache sprach, bleibt unbelegt.
Im Jahr 2020 erhielt er den Chair Gutenberg, den Wissenschaftspreis der Universität Straßburg und des Cercle Gutenberg.
Seit 2003 ist er einer der Direktoren der International Conference on Patristic Studies, Chefredakteur von Studia Patristica, der offiziellen Publikation der Konferenz, und Herausgeber der Reihe Eckhart: Texts and Studies. Zusammen mit dem Religionswissenschaftler für frühchristliche Geschichte und Literatur Allen Brent leitete er das Großforschungsprojekt Early Christian Iconography and Epigraphy, ein Projekt, das von der British Academy finanziert wurde.
Er war mit der promovierten Kunsthistorikerin Jutta Vinzent (1968–2021) (Senior Lecturer an der University of Birmingham) verheiratet. Der Ehe entstammen zwei Kinder.
Vinzent ist Mitglied der Europäischen Akademie der Wissenschaften und Künste. 2016 wurde er zum Mitglied der Academia Europaea gewählt.
Vinzent ist aktuell zudem Vizepräsident der Meister-Eckhart-Gesellschaft.

## Schriften (Auswahl)
in der Reihenfolge des Erscheinens
- Asterius von Kappadokien, Die Theologischen Fragmente. (= Supplements to Vigiliae Christianae, Bd. 20). E.J. Brill, Leiden 1993, ISBN 978-9-00409-841-1.
- Pseudo-Athanasius, Contra Arianos IV. Eine Schrift gegen Asterius von Kappadokien, Eusebius von Cäsarea, Markell von Ankyra und Photin von Sirmium. (= Supplements to Vigiliae Christianae, Bd. 36). E.J. Brill, Leiden 1996, ISBN 978-9-00410-686-4.
- Markell von Ankyra, Die Fragmente; Der Brief an Julius von Rom. (= Supplements to Vigiliae Christianae 39). E.J. Brill, Leiden 1997, ISBN 978-9-00410-907-0.
- Die Entstehung des römischen Glaubensbekenntnisses. In: Wolfram Kinzig, Christoph Markschies, Markus Vinzent (Hrsg.): Tauffragen und Bekenntnis. Studien zur sogenannten „Traditio Apostolica“, zu den „Interrogationes de fide“ und zum „Römischen Glaubensbekenntnis“. de Gruyter, Berlin 1999, ISBN 3-11-016302-0, S. 185–414 (online).
- Marcions Evangelium und die neutestamentlichen Evangelien. In: Gerhard May, Katharina Greschat (Hrsg.): Marcion und seine kirchengeschichtliche Wirkung / Marcion and His Impact on Church History: Vorträge der Internationalen Fachkonferenz zu Marcion, gehalten vom 15. – 18. August 2001 in Mainz (= Texte und Untersuchungen zur Geschichte der altchristlichen Literatur, Bd. 150). de Gruyter, Berlin 2002, ISBN 3-11-017599-1, S. 67–78.
- Der Ursprung des Apostolikums im Urteil der kritischen Forschung. (= Forschungen zur Kirchen- und Dogmengeschichte, Bd. 89). Vandenhoeck & Ruprecht, Göttingen 2006, ISBN 978-3-52555-197-4 (Digitalisat der Bayerischen Staatsbibliothek).
- Christ’s Resurrection in Early Christianity and the Making of the New Testament. Ashgate, Farnham 2011, ISBN 978-1-40941-791-0.
- The Art of Detachment (= Eckhart: Texts and Studies, Bd. 1). Peeters, Leuven 2011, ISBN 978-90-429-2526-7.
- Meister Eckhart’s On the Lord’s Prayer: Introduction, Text, Translation, and Commentary. Peeters, Leuven 2012, ISBN 978-9-042925-84-7.
- Marcion the Jew. In: Judaïsme Ancien – Ancient Judaism. International Journal of History and Philology, Jg. 1 (2013), S. 159–201 (online).
- Die Auferstehung Christi im frühen Christentum. Herder, Freiburg 2014, ISBN 978-3-451-31212-0.
- Marcion and the Dating of the Synoptic Gospels. (= Studia Patristica Supplements, Bd. 2). Peeters, Leuven 2014, ISBN 978-90-429-3027-8.
- Marcion's Gospel and the Beginnings of Early Christianity. In: Annali di Storia dell'Esegesi, Jg. 32 (2015), S. 55–87 (online).
- Tertullian’s Preface on Marcion’s Gospel (= Studia Patristica Supplements  5). Peeters, Leuven 2016, ISBN 978-90-429-3320-0.
- Jesus, der Christus, ein griechisch-jüdischer Mysterienmythos? Ein Beitrag zu Markions Evangelium. In: Keryx. Zeitschrift für Antike. Herausgegeben am Zentrum Antike der Karl-Franzens-Universität Graz, Graz 2016, ISBN 978-3-902666-41-3, S. 75–86 (online auf static.uni-graz.at), PDF, 3,1 MB.
- mit Kelley McCarthy Spoerl (Übersetzung mit Bemerkungen): Eusebius of Caesarea, Against Marcellus and Ecclesiastical Theology. The Catholic University of America Press, Chicago 2017, ISBN 978-0-8132-2991-1.
- Offener Anfang. Die Entstehung des Christentums im 2. Jahrhundert. Herder, Freiburg 2019, ISBN 978-3-451-38577-3.
- mit Loris Sturlese, Meister Eckhart, The German Works. 64 Homilies for the Liturgical Year, Bd. 1: De tempore (= Eckhart: Texts and Studies, Bd. 9). Peeters, Leuven 2019, ISBN 978-90-429-3608-9.
- mit Loris Sturlese, Meister Eckhart, The German Works. 56 Homilies for the Liturgical Year, Bd. 2: De sanctis (= Eckhart: Texts and Studies, Bd. 12). Peeters, Leuven 2019, ISBN 978-90-429-3932-5.
- Writing the History of Early Christianity. From Reception to Retrospection. Cambridge University Press, Cambridge 2019, ISBN 978-1-1086-4705-2.
- Christi Thora. Die Entstehung des Neuen Testaments im 2. Jahrhundert. Herder, Freiburg 2022, ISBN 978-3-451-39577-2.
- mit Agnethe Siquans, Biblische Frauenfiguren in der Spätantike. Kohlhammer, Stuttgart 2022, ISBN 978-3-17-037444-7.
- Resetting the Origins of Christianity. A New Theory of Sources and Beginnings. Cambridge University Press, Cambridge 2023, ISBN 978-1-009-29048-7.
- Concordance to the Precanonical and Canonical New Testament, Texte und Arbeiten zum Neutestamentlichen Zeitalter. Narr Francke Attempto, Tübingen 2023, ISBN 978-3-381-10601-1.
- Nicht alle Tage I-II, der blaue Reiter Verlag für Philosophie, Hannover 2025, ISBN 978-3-933722-94-2 und ISBN 978-3-933722-96-6.
- Von Paulus zu Saulus. Zwei Paulusbriefsammlungen im 2. Jahrhundert, Herder, Freiburg 2025, ISBN 978-3-451-39564-2.